# オリンパス E-510

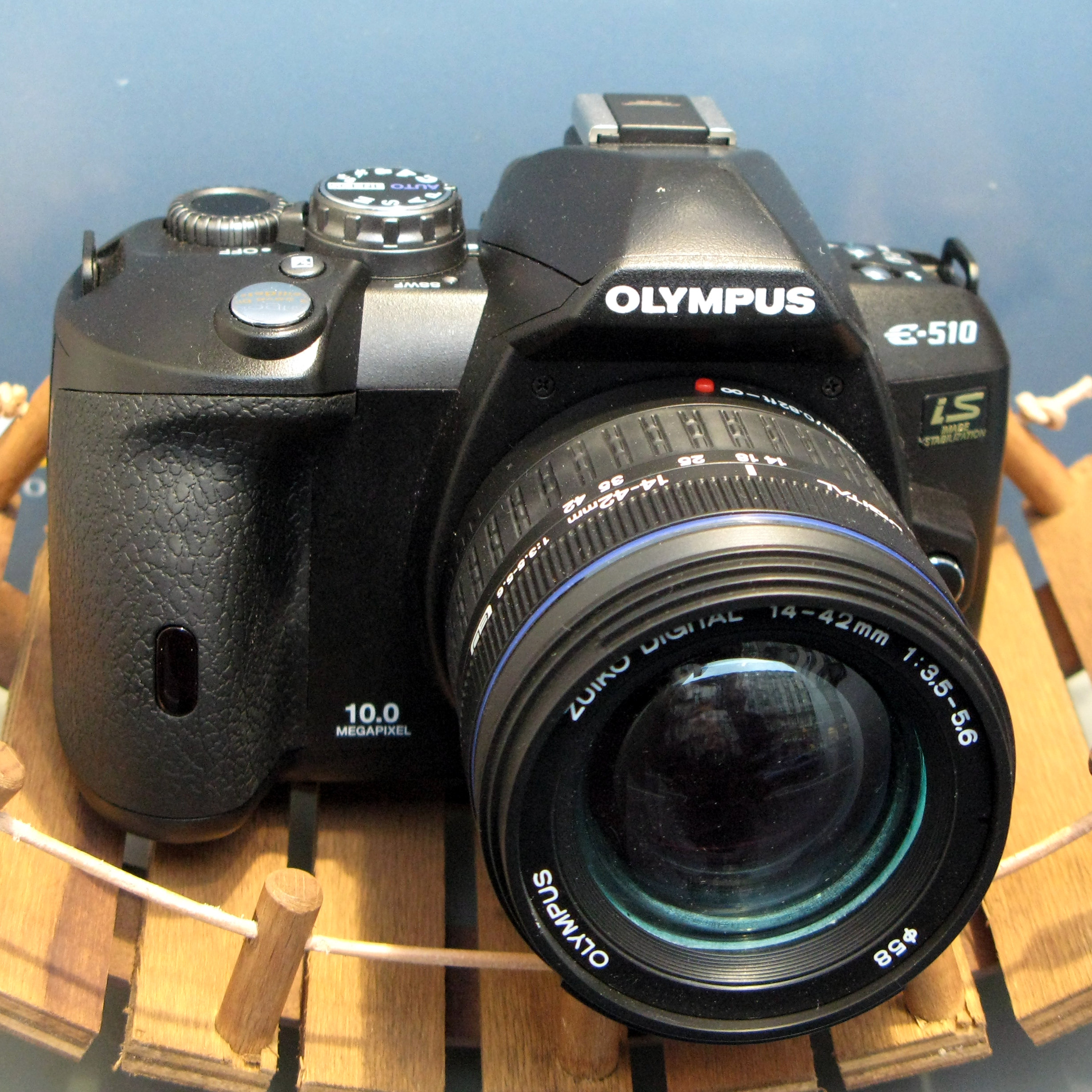
オリンパス E-510

オリンパス E-510は、2007年6月に発売されたオリンパス社のオリンパスE-システムの一眼レフデジタルカメラ。フォーサーズ・システムを採用している。

## 概要
性能としてはオリンパス E-410とほぼ同等であるが、パラメータの設定項目はE-410より詳しい。グリップが薄いE-410と違い、スタイルとしては一般的な一眼レフデジタルカメラのデザインを踏襲している。
最大の相違点はボディ内手ブレ補正を搭載してる事である。このこともあってグリップ部も大型化しており、サイズはE-410よりやや大きい。しかし、それでもボディ内手ブレ補正を搭載しているデジタル一眼レフの中では最軽量級でもある。
補正効果はシャッタースピードにして最大約4段分の効果がある。通常の全方向に対する手ブレ補正のIS.1モードと縦方向のみ手ブレ補正するIS.2モードの2種類を搭載。
2007年6月発売。

## 仕様
| モデル              | E-510 |
| ------------------- | --- |
| 撮像素子            | 4/3型LiveMosセンサー 17.3×13.0mm                                                                                 |
| 有効画素数          | 1000万画素 |
| レンズマウント      | フォーサーズシステム・マウント                                                                                   |
| AF方式              | TTL位相差検出方式                                                                                                |
| 測距点              | 3点 |
| 測光方式            | TTL開放測光、49分割デジタルESP測光、中央重点平均測光、スポット測光、スポット測光ハイライト／シャドーコントロール |
| フォーカスモード    | シングルAF / コンティニュアスAF / MF / シングルAF+MF /コンティニュアスAF+MF                                      |
| 連続撮影            | 約3コマ/秒・8コマまで(RAW)、容量いっぱいまで(JPG)                                                                |
| ISO感度             | AUTO / 100 / 200 / 400 / 800 / 1600                                                                              |
| ホワイトバランス    | オート / プリセット 3000-7500k / カスタム / ワンタッチ                                                           |
| シャッター速度      | 60秒～1/4000秒（Mモード）、バルブ（8分）                                                                         |
| 手ブレ補正          | ボディ内手ブレ補正、シャッタースピードで最大約4段分                                                              |
| ファインダー        | アイレベル一眼レフ方式 視野率約95%・倍率0.92倍・プレビュー可                                                     |
| 液晶モニタ          | 2.5型ハイパークリスタル液晶(半透過型TFTカラー液晶)・23万画素                                                     |
| 記録媒体            | CFカードType I/II、マイクロドライブ対応、xDピクチャーカード                                                      |
| 電源                | 専用リチウムイオン電池 BLM－1                                                                                    |
| 本体サイズ（W×H×D） | 136(W)×91.5(H)×68(D)mm                                                                                           |
| 質量（本体のみ）    | 約470g |